# Sistema delle Salinelle del Monte Etna
Il Sistema delle Salinelle del Monte Etna  è un geosito istituito dalla Regione Siciliana nel 2016 . Si tratta di tre campi di vulcani di fango sul Monte Etna, ricadenti nei territori dei comuni di Paternò e Belpasso.

## Siti
- Salinelle dei Cappuccini o dello Stadio (Paternò)
- Salinelle del Fiume (Paternò)
- Salinelle di San Biagio Belpasso

## Descrizione

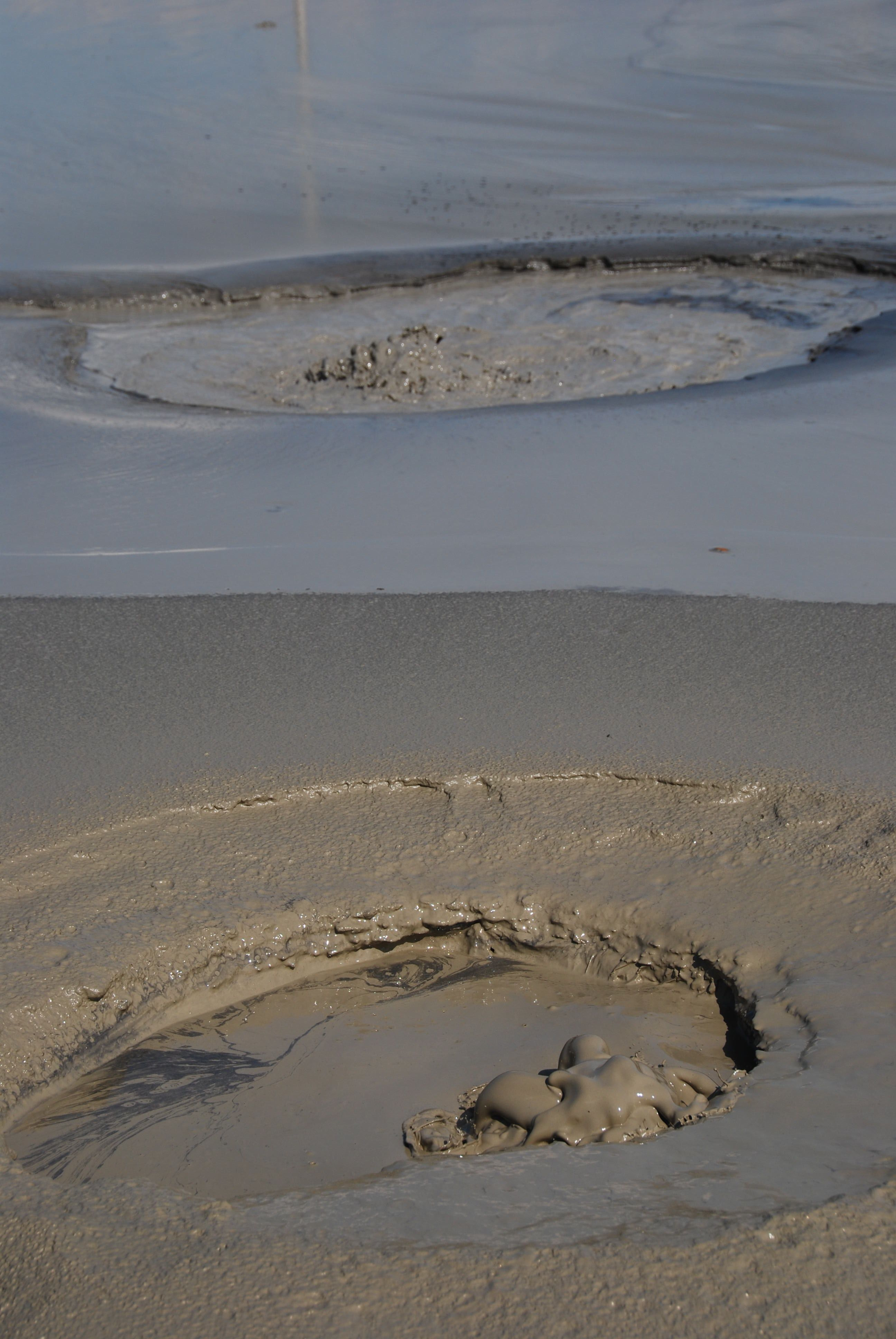
Le salinelle

Il fenomeno è noto nella letteratura scientifica con il termine di vulcano di fango, o popolarmente col termine salse. In alcune aree della Sicilia ove sono presenti vengono detti macalube.
Nelle "Salinelle" dei Cappuccini la via di risalita del fango sarebbe stata individuata in un condotto magmatico, lo stesso che ha portato in superficie le lave che costituiscono oggi la collinetta ove esse ricadono: una perforazione eseguita nel 1958 nell'area delle "Salinelle" per la ricerca di idrocarburi ha mostrato una stratigrafia costituita da lave bollose ricche di pirite fino alla profondità di 400 metri. Dato l'esiguo spessore delle colate laviche affioranti nella zona non può che trattarsi quindi di un condotto magmatico probabilmente coevo a quello che ha dato origine alla collina storica di Paternò le cui datazioni assolute indicano una età di circa 200.000 anni.
Lo studio geochimico comparativo tra le acque delle Salinelle e quelle di falda farebbe ritenere le prime delle acque "fossili" verosimilmente contenute nelle sottostanti formazioni mioceniche: si osservano infatti, contenuti in cloro ed alcali superiori a quelli presenti nelle acque marine, mentre i solfati, caratteristici delle acque di falda, sono quasi del tutto assenti. L'analisi dei rapporti caratteristici di alcuni elementi e di quelli presenti in tracce portano alla medesima conclusione.
La temperatura delle acque fangose emesse varia tra 16 e 18 °C e solo in alcune fasi parossistiche (1866, 1879 e 1954) sono state registrate temperature comprese tra 46 e 49 °C. In quelle occasioni sono state osservate delle colonne di acqua fangosa alte fino a 1,5 m.
Dagli studi effettuati dal secolo scorso ad oggi, spesso è emersa una stretta correlazione tra alcuni eventi sismici della Sicilia orientale, le fasi parossistiche delle "Salinelle" e la variazione anomala della concentrazione dei principali gas emessi. In particolare sono state registrate delle variazioni anomale nell'emissione di elio, tipico precursore geochimico dei terremoti, e di metano in occasione del terremoto di Carlentini del 13 dicembre 1990 (epicentro distante 50 km, magnitudo 5,1).
A partire dal 1999 è stata osservata una intensa attività eruttiva che ha quasi sempre preceduto, di qualche mese, le eruzioni vulcaniche dell'Etna (1999, 2001, 2002, 2004 e 2006). In queste occasioni sono stati eruttati notevoli quantità di fango caldo (30 - 40 °C) che hanno creato nell'estate del 2006 ingenti danni ai vicini agrumeti.
Con tre decreti dell'assessorato regionale al Territorio e Ambiente, pubblicati nel 2016, i tre siti sono stati riconosciuti come geositi di tipo "Vulcanologico e Geochimico" di rilevanza mondiale, all'interno del Sistema delle Salinelle del Monte Etna. 